# Naresh Kumar (ur. 1965)
Naresh Kumar (ur. 7 listopada 1965) – indyjski zapaśnik walczący w stylu wolnym. Olimpijczyk z Seulu 1988, gdzie odpadł w eliminacjach w kategorii 74 kg. Szósty na igrzyskach azjatyckich w 1986. Srebrny i brązowy medalista mistrzostw Azji w 1983. Triumfator Igrzysk Azji Południowej w 1985 roku.
- Turniej w Seulu 1988

Pokonał Gwinejczyka Mamadou Diaw Diallo i przegrał z zawodnikiem NRD Uwe Westendorfem i Irańczykiem Ajatollahem Wagozari.
W roku 2001 został laureatem nagrody Arjuna Award.